# پلانکشتادت
پلانکشتادت (به آلمانی: Plankstadt) یک شهر در آلمان است که در راین-نکار-کرایس واقع شده‌است. پلانکشتادت ۹٬۵۷۵ نفر جمعیت دارد.